# Blue Mound (Teksas)
Blue Mound je grad u američkoj saveznoj državi Teksas. Prema popisu stanovništva iz 2010. u njemu je živjelo 2.394 stanovnika.